# The Martial Arts Kid
The Martial Arts Kid es una película de artes marciales de 2015 dirigida por Michael Baumgarten y protagonizada por Don "The Dragon" Wilson y Cynthia Rothrock como una pareja que acoge a su sobrino (Jansen Panettiere) y le enseña artes marciales cuando sufre acoso escolar. La mayoría del elenco secundario de la película son artistas marciales reales, algunos de los cuales aparecen como ellos mismos en la película.

## Argumento
Robbie Oakes es un estudiante de secundaria de Cleveland que, después de perder a su madre, se encuentra constantemente en problemas con la ley. Cuando su abuela ya se cansó de su último arresto, Robbie es enviado a Cocoa Beach, Florida, para vivir con su tía Cindy y su tío Glen. La noche de su llegada, Robbie se escapa de la casa y va a una tienda local. Allí ve a una joven, Rina, pero cuando habla con ella, el novio de Rina, Bo, acosa y golpea a Robbie en la cara.
Al día siguiente en la escuela, Robbie se ve nuevamente acosado y avergonzado por Bo, quien lo empuja al baño de niñas. En el almuerzo, Robbie se encuentra con su primer amigo, Lenny, quien ve el ojo morado y le sugiere que Robbie debería aprender defensa personal o serán los dos meses más largos de su vida. Cuando Cindy lo invita a almorzar a su restaurante local, se enfrentan a un matón. Cuando Robbie confronta verbalmente al matón, el matón saca un cuchillo. Cindy se enfrenta al matón y utiliza artes marciales para detenerlo. Llega la policía y Robbie, en estado de shock, le pregunta a Cindy dónde aprendió artes marciales.
Al día siguiente, Robbie va al Space Coast Dojo, dirigido por Glen. Robbie le pide a Glen que le enseñe artes marciales y al principio Glen se niega, pero luego pregunta por qué. Robbie le dice a Glen que está cansado de ser la persona en la que se ha convertido y quiere hacer algo al respecto. Glen acoge a Robbie como estudiante y Robbie comienza a cambiar lentamente. Cuando Glen lleva a Robbie a una tienda de bicicletas local para comprarle una, Glen se enfrenta a un matón que acosa al dueño de la tienda de bicicletas, que resulta ser el padre de Rina.
En su primer paseo en bicicleta, Robbie encuentra otra escuela local, Dojo Extreme. Allí conoce al entrenador Laurent Kaine, quien, a diferencia de Glen, cree que las artes marciales solo sirven para ganar y destruir a los oponentes. Robbie también se entera de que Bo es alumno de Kaine y se va. Robbie continúa su entrenamiento con Glen y Cindy y comienza a cambiar lentamente sus costumbres. Se vuelve más amigable y comienza a respetar a Glen y Cindy como si fueran sus verdaderos padres, e incluso consigue un trabajo en la tienda de bicicletas. Cuando Bo encuentra a Robbie un día, comienza a atacar verbalmente a Robbie, pero esta vez, Robbie no cede. Glen, preocupado por que suceda algo peligroso, va al Dojo Extreme para hablar con Kaine. Kaine y Glen solían ser amigos, pero sus puntos de vista opuestos sobre las artes marciales los convirtieron en rivales. Cuando Kaine se entera de que Bo fue quien estuvo intimidando a Robbie, le dice a Glen que no hay mucho que pueda hacer porque el padre de Bo tiene mucha influencia en la ciudad.
En una fiesta de Halloween, Robbie finalmente admite sus sentimientos por Rina, a quien Bo ha dejado plantado para poder irse con sus amigos. Al día siguiente, en el Space Coast Dojo, Rina finalmente corresponde a sus sentimientos hacia Robbie y los dos se convierten en pareja, para disgusto de Bo. Mientras tanto, Lenny es acosado por un trío de matones en la playa sólo para ser rescatado por Cindy. Cindy lleva a Lenny al dojo y le pide a Robbie que le enseñe artes marciales. Cuando Robbie le dice a Lenny que las artes marciales sirven para protegerse a sí mismo y a los demás, Lenny acepta. Mientras tanto, en Dojo Extreme, la obsesión de Kaine con su estilo hace que su novia Nika intente utilizar a un recién llegado al gimnasio, Derek, para enfrentar a Kaine. Cuando Kaine usa su método de «evaluar, afirmar y desmembrar», le rompe la pierna a Derek y se disculpa con Nika.
Cuando Rina llama a Robbie y le dice que Bo la encontró y la lastimó, Robbie se enfurece. Encuentra a un grupo de amigos de Bo para preguntarle dónde está y cuando intentan luchar contra él, Robbie toma la delantera. En una pizzería local, alguien hace un video viral de Robbie peleando con más miembros del equipo Dojo Extreme y lo sube para que todos lo vean. Robbie se dirige al Dojo Extreme y se ve superado en número por Kaine, Bo y el resto del dojo. Sin embargo, Glen, Cindy, Lenny y miembros del Space Coast Dojo llegan para apoyar a Robbie. Robbie y Bo pelean dentro de una jaula mientras las dos escuelas hacen lo mismo entre sí. Cuando uno de los miembros de Dojo Extreme saca un arma, Cindy lo detiene a tiempo y declara que la pelea ha terminado, momento en que Robbie finalmente derrota a Bo. Mientras tanto, Glen sigue a Kaine hasta una jaula de béisbol, donde los dos comienzan a pelear mientras pelotas de béisbol van volando hacia ellos, y luego con bates de béisbol. Glen finalmente derrota a Kaine, y Kaine pronto se da cuenta de que todos tienen algo que aprender.
Dos semanas después, Glen, Cindy, Katie (la hija de Glen y Cindy), Robbie, Rina y Lenny están en la playa, donde son vigilados. El hombre que los observa desde lejos es Frank Whitlaw, el padre de Bo, quien promete vengarse del Space Coast Dojo.

## Reparto
- Don "The Dragon" Wilson como Glen.
- Cynthia Rothrock como Cindy.
- Jansen Panettiere como Robbie Oakes.
- Matthew Ziff como Bo Whitlaw.
- Kathryn Newton como Rina.
- Brandon Tyler Russell como Lenny.
- Kayley Stallings como Katie.
- T.J. Storm como entrenador Laurent Kaine.
- Natasha Blasick como Nika.
- Inga Van Ardenn como Inga.
- Lorena Ziff como Peggy.
- Jody Nolan como Raymond.
- Sydney Sweeney como Julie.
- Nassim Lahrizi como Hazma.
- Jesse-Jane McParland como estudiante de Space Coast Dojo.
- Chuck Zito como Frank Whitlaw.
- Billy R. Smith como Derek.
- R. Marcos Taylor como matón de la tienda de bicicletas.
- James R. Wilson como espectador en Cincinnati.
- Cheryl Wheeler como espectadora en Cincinnati.
- Danny Pardo como oficial Vega.

## Producción
La película fue desarrollada por James Wilson, hermano del actor principal Don "The Dragon" Wilson, como una versión moderna de The Karate Kid. Cuando se anunció la película, los realizadores iniciaron un fondo Kickstarter, en el que superaron su objetivo con 173 486 dólares de 430 patrocinadores.
En abril se realizó un casting abierto al que se presentaron más de 250 personas. La producción comenzó el fin de semana del 7 de junio de 2014 en Cocoa Beach, Florida y Melbourne, Florida, durante seis días seguidos de ocho días en Los Ángeles, California.
Para traer el espíritu de las artes marciales a la película, muchos artistas marciales conocidos, además de Wilson, Rothrock, Ziff y Storm, aparecen en la película en cameos, ya sean instructores o ellos mismos, incluyendo a Olando Rivera, Christine Bannon-Rodrigues, Jeff W. Smith, Glenn C. Wilson, Carl Van Meter y Dewey Cooper.

## Recepción
Martin Tsai de Los Angeles Times escribe: «Así que tenemos una minoría enfrentada a la otra minoría en un intento por demostrar cuál es más digna de ser incluida, mientras que el malo que inició la pelea, Bo, es blanco».
Monica Castillo de The Village Voice escribe: «El homenaje a Karate Kid ofrece mensajes decentes, una historia regular».
Sandie Angulo Chen de Common Sense Media escribe: «Para una película protagonizada por tantas estrellas de acción y campeones de lucha, The Martial Arts Kid está sorprendentemente lejos de ganar medallas».

## Premios
La película ganó el premio a la Mejor Película de Florida en el Festival de Cine Sunscreen en San Petersburgo, Florida . El actor Matthew Ziff ganó el premio al Mejor Actor de Reparto en el mismo festival por su papel de Bo Whitlaw. La película ganó tres premios en el Festival de Cineastas Independientes de Melbourne, incluido el de Mejor Película Dramática, Mejor Banda Sonora y el Premio Humanitario.
La película también recibió la calificación más alta de The Dove Foundation, otorgándole 5 de 5 Doves como «película aprobada por la familia».

## Lanzamiento
Después de múltiples proyecciones en todo Estados Unidos, el DVD y Blu-Ray se lanzaron a través del sitio web oficial de la película el 14 de abril de 2016.

## Secuela
Anunciada por primera vez en un vídeo del DVD de la película original, Cynthia Rothrock recurrió a Facebook para anunciar que había comenzado la preproducción de la secuela, que se llamaría The Martial Arts Kid 2: Payback. Don Wilson y Cynthia Rothrock regresan en sus papeles de Glen y Cindy y Michael Baumgarten regresa para escribir y dirigir la secuela. James E. Wilson también regresa como productor.
Se anunció una promoción de IndieGogo para recaudar fondos para la película el 15 de enero de 2018. Además de Wilson y Rothrock, los miembros originales del reparto T.J. Storm, Matthew Ziff, Brandon Tyler Russell y Chuck Zito regresan y se anunciaron nuevos miembros del reparto que incluyen a Sasha Mitchell, Anita Clay, Benny Urquidez y Bill "Superfoot" Wallace.